# Cypherpunk
Cypherpunk – działacz propagujący powszechne stosowanie silnej kryptografii jako drogi do zmian społecznych i politycznych. Pierwotnie tworzyli oni nieformalną grupę komunikującą się za pośrednictwem list dyskusyjnych za cel stawiającą osiągnięcie prywatności i bezpieczeństwa poprzez aktywne wykorzystanie kryptografii.

## Historia

### Przed listą mailingową
Aż do około 1970 roku, kryptografia była praktykowana głównie w tajemnicy przez agencje wojskowe lub szpiegowskie. Jednak to się zmieniło, gdy dwie publikacje przeniosły ją z ukrycia do świadomości społecznej: publikacja amerykańskiego rządu o Data Encryption Standard (DES), szyfr blokowy który stał się bardzo szeroko stosowany; i pierwsza publicznie dostępna prace o kryptografii klucza publicznego, napisana przez Whitfielda Diffieda i Martina Hellmana.
Korzenie techniczne idei Cypherpunk sięgają do pracy kryptografa Davida Chauma na tematy takie jak anonimowa cyfrowa gotówka i pseudonimowy system reputacji, opisanych w jego pracy Security without Identification: Transaction Systems to Make Big Brother Obsolete (1985).

### Pochodzenie nazwy
W roku 1992, Eric Hughes, Timothy C. May oraz John Gilmore założyli małą grupę organizującą comiesięczne spotkania w firmie Cygnus Solutions w San Francisco  która została humorystycznie nazwana cypherpunks przez Jude Milhon na jednym ze spotkań. Pochodzi ona od słów szyfr (cypher) oraz cyberpunk.  W listopadzie 2006 roku, słowo to zostało dodane do Oxford English Dictionary.

#### Wczesna dyskusja na temat prywatności w Internecie
Na liście omawiano tematy dotyczące prywatności, monitorowania przez rząd, korporacyjnej kontroli informacji i związanych z nimi kwestii na początku lat 1990, które nie stały się głównymi tematami szerszej dyskusji przez co najmniej kolejnych dziesięć lat. Przynajmniej niektórzy uczestnicy listy byli bardziej radykalni w tych sprawach niż reszta społeczeństwa.

## Podstawowe zasady
Podstawowe idee można znaleźć w A Cypherpunk's Manifesto (Eric Hughes, 1993): "Prywatność jest konieczna dla otwartego społeczeństwa w epoce elektroniki. [...] Nie możemy oczekiwać by rządy, korporacje lub inne duże organizacje zapewniły nam prywatność [...] Musimy bronić naszej prywatności, jeśli oczekujemy by jakąś posiadać. [...] Cypherpunks piszą kod. Wiemy, że ktoś musi napisać oprogramowanie broniące prywatności i [...] mamy zamiar je napisać."